# دوني راي ألبرت
دوني راي ألبرت (بالإنجليزية: Donnie Ray Albert)‏ هو مغني أوبرا ومغني أمريكي، ولد في 10 يناير 1950.

## وصلات خارجية
- دوني راي ألبرت على موقع IMDb (الإنجليزية)
- دوني راي ألبرت على موقع ميوزك برينز (الإنجليزية)
- دوني راي ألبرت على موقع ديسكوغز (الإنجليزية)